# Laughton en le Morthen
Laughton en le Morthen est un village et une paroisse civile du Yorkshire du Sud, en Angleterre.